# Split/Second
Split/Second lub Split/Second: Velocity (znana także jako Split Second lub Split Second: Velocity) – gra komputerowa wyprodukowana przez firmę Black Rock Studio. Wydawcą gry jest Disney Interactive Studios. Gra ukazała się cztery platformy: komputer osobisty, PlayStation 3, Xbox 360 oraz PlayStation Portable.

## Rozgrywka
Split/Second to wyścigi samochodowe przygotowane przez brytyjskie Black Rock Studio – twórców gry Pure. Gracz wciela się w kierowcę biorącego udział w show telewizyjnym. Najbardziej rozpoznawalną rzeczą w grze są „pokazy mocy” – jest to możliwość wysadzenia kawałka trasy. Na torach zostały rozmieszczone ładunki wybuchowe, które gracz może uaktywnić podczas wyścigu. W grze występuje zręcznościowy model jazdy.